# Puzata Chata
Puzata Chata (ukr. Пузата хата) - sieć barów-restauracji na Ukrainie, serwujących dania kuchni ukraińskiej.
Pierwszy lokal został otwarty 16 października 2003 w Kijowie, w 2005 otwarto pierwszy bar poza stolicą – we Lwowie.
W 2020 roku sieć posiadała 37 lokali: 25 w Kijowie, 6 w Dnieprze, 2 we Lwowie i po 1 w Łucku, Odessie, Charkowie i Zaporożu.